# 침입자 (2017년 영화)
《침입자》는 2017년에 개봉한 대한민국의 범죄, 스릴러 영화이다.

## 캐스팅
- 김종호 : 재마 역
- 이자은 : 송영 역
- 김하림 : 송미 역
- 백마리 : 엄마 역
- 강주리 : 경아 역
- 송인섭: 민재 역
- 박정욱 : 경찰 1 역
- 최이서 : 경찰 2 역
- 퀸 김 : 교수 역 (목소리)